# Akodon philipmyersi
Chuột Philippos Myers (Danh pháp khoa học: Akodon philipmyersi) là một loài chuột trong chi Akodon thuộc họ chuột Cricetidae được mô tả gần đây từ tỉnh Misiones của Argentina. Giống như những con chuột đực khác, Akodon philipmyersi là một con chuột nhỏ, không mầu, màu nâu xám với đôi tai nổi bật. Các loài được nhận diện khác biệt với các loài chuột cỏ khác trên cơ sở các đặc tính độc đáo, trình tự di truyền, các phép đo sọ và hình thái chung.
Cụm từ danh pháp cụ thể của động vật này là philipmyersi, được đặt tên theo nhà khoa học về thú (mammalogist) nổi tiếng Philip Myers thuộc Bảo tàng Động vật học Đại học Michigan và là người đóng góp chính cho Web Động vật Đa dạng sinh học. Philip Myers đã có những đóng góp to lớn trong việc xác định mối quan hệ giữa các thành viên của chi Akodon nay. 

## Đặc điểm
Loài động vật thân nhân gần nhất với Akodon philipmyersi là Akodon lindberghi cũng là loài cùng chung một chi, nhưng điều này chỉ được hỗ trợ yếu chỉ là về mặt thống kê. Phân tích về kiểu hình thái cơ thể (morphometric) và một số lượng nhiễm sắc thể (n = 36), cũng chỉ ra sự giống nhau giữa hai loài này. Cả hai đều khác nhau về mặt hình thái và di truyền (cytochrome b divergence = 10,1%).
Akodon philipmyersi được mô tả là có kích thước cơ thể tương đối nhỏ, đuôi và chi liên quan đến các chi khác của chi sau. Các động vật có kiểu nhiễm sắc thể là 2n=36, FN=42. Loài này khác với họ hàng đơn loài đồng danh (sympatric), Akodon montensis, khoảng 11,3-11,4% sự phân kỳ theo trình tự ở gen cytochrome b. Loài Akodon montensis cũng có thể được phân biệt bằng số nhiễm sắc thể 2n = 24 và ưu tiên của nó đối với môi trường rừng thay vì sinh cảnh đồng cỏ. Akodon philipmyersi dường như thích những vùng đồng cỏ với thảm thực vật cao.